# 磯城
磯城（しき）とは、奈良盆地の東南部を指す地域の名称。三輪山の西、初瀬川 (奈良県)流域までの地域で、現在の磯城郡と桜井市、天理市の一部を指す。志貴・志紀・師木・志癸とも表記する。

## 語源
本居宣長の『古事記伝』では「石城」（イシキ）が変化したもので、石でかためた堅固な城があった場所だという。
『日本書紀』第五では、崇神天皇 が都を磯城瑞籬宮に遷したとも伝えられ、巻第十九には欽明天皇が都を磯城郡の磯城嶋（しきしま）に定め、磯城嶋金刺宮と名づけていることも関係があるのかも知れない。ともに、現在の奈良県桜井市金屋付近に存在したとされている。
同じ崇神天皇の項目には、天照大神と大国主神を天皇の大殿のうちに祀ったが、神の勢いがありすぎて、ともに暮らすことができなくなってしまった。そこで、天照大神については、娘の豊鍬入姫命に大和の笠縫邑に祭るため、「仍りて磯堅城の神籬を立つ」（よって、堅固な石で作った神の降臨所を立てた）とある。

## 歴史
神武天皇の東征の際に、天皇に服属した豪族、弟猾が磯城邑の磯城の八十梟帥を天皇に教えたとあり、『古事記』の綏靖天皇の大后の名前は「師木県主の祖（おや）、河俣毘売」となっている。「磯城」の文献上の初出はこの他複数存在するが、歴史上確実と思われるものは、前述した崇神天皇や欽明天皇の宮殿の名称になる。『古事記』では垂仁天皇の「師木の玉垣宮」の名があげられている。その他に神武紀には兄磯城・弟磯城の兄弟が磯城の統治者として登場し、弟磯城は神武天皇に帰順して磯城県主に任命されたとされる。崇神天皇が磯城の地を足がかりにしたことは、大和の三輪山の神を大三輪神の後裔の大田田根子に祭らせ、国家の基礎をかためたという記述からも推測される。
埼玉県稲荷山古墳出土鉄剣の銘文中の「獲加多支鹵大王」は雄略天皇と推定され、「斯鬼宮」が磯城郡にあった天皇の泊瀬朝倉宮のことではないか、と考えられている。その他代々の天皇の宮殿もこの地域に設置されてきた。
倭の六県の磯城県が設置され、古くから大和政権にとって要地であった。磯城県主は、伝説によると神武天皇2年（推定前659年）に弟磯城を県主に任命して設置されたと伝わる。考古学的にも、弥生時代の唐古鍵遺跡のような低地遺跡があり、環濠集落・条里制の集落が残されており、古くから人の住みやすい場所であったことが窺われる。現在の桜井市北部には箸墓古墳に代表される纏向遺跡がある。
『書紀』巻第二十九によると天武天皇の時代の683年、磯城県主ら14氏に「連」の姓が授けられており、『新撰姓氏録』で大和神別の「志貴連氏」は神饒速日命の孫日子湯支命の後とされているが、これは物部氏上祖が磯城県主の娘を妻として県主を継いだことによる。
のち、大和国の郡名になり、『和名類聚抄』にあるように、律令体制下では城上郡・城下郡（しきのしものこおり）の2つに分けられている。